# Rie Usui
Rie Usui (臼井 理恵, Usui Rie, Tokio, 28 december 1989) is een Japans voetbalster die als verdediger speelt bij Nojima Stella Kanagawa Sagamihara.

## Carrière

### Clubcarrière
Usui begon haar carrière in 2013 bij Sfida Setagaya FC. Ze tekende in 2014 bij Urawa Reds. Met deze club werd zij in 2014 kampioen van Japan. Ze tekende in 2017 bij Nojima Stella Kanagawa Sagamihara.

### Interlandcarrière
Usui maakte op 13 september 2014 haar debuut in het Japans vrouwenvoetbalelftal tijdens een wedstrijd tegen Ghana. Zij nam met het Japans elftal deel aan de Aziatische Spelen 2014 en Japan behaalde zilver op de Aziatische Spelen. Ze heeft zes interlands voor het Japanse elftal gespeeld.

## Statistieken
| Japans vrouwenvoetbalelftal | Japans vrouwenvoetbalelftal | Japans vrouwenvoetbalelftal |
| Jaar                        | Wed.                        | Dlp.                        |
| --------------------------- | --------------------------- | --------------------------- |
| 2014                        | 6                           | 0                           |
| Totaal                      | 6                           | 0                           |